# 會展
會展，就是含括會議（Meetings, Conferencing and Conventions）、獎勵旅遊（Incentives）、展覽（Exhibitions）與活動（Events）的產業。會展策劃涉及不同範疇，從最初的主題構思、行銷企劃、協力廠商接洽、視覺計畫與場地及室內設計工程、乃至於招商及推廣，實為企劃、設計與行銷管理之結合。
會展的幾個元素中，大多數元素都比較容易瞭解，獎勵旅遊是一般人瞭解比較少的。獎勵旅遊是公司或是組織為了成員達到（或是超越)目標，或是工作圓滿達成，所給予的旅遊獎勵。一般而言，獎勵旅遊是單純為了娛樂，沒有專業或是教育的目的。 
會展旅遊，又名會議展覽旅遊（MICE Tourism），包括周詳及特定目標的行程。例如專業團體到特定國家或地區參加會議及展覽，並在工餘時間到區內觀光及消費。